# Gy (digramme)
Cette page contient des caractères spéciaux ou non latins. S’ils s’affichent mal (▯, ?, etc.), consultez la page d’aide Unicode.
Pour les articles homonymes, voir GY.
Gy (minuscule gy) est un digramme de l'alphabet latin composé d'un G et d'un Y.

## Linguistique
- En hongrois, le digramme « gy » sert à représenter le son [ɟ]. Elle est considérée comme lettre à part entière et est placée entre le G et le H.

## Représentation informatique
Comme la majorité des digrammes, il n'existe aucun encodage de Gy sous un seul signe, il est toujours réalisé en accolant un G et un Y.